# Bonaventura Cotxet
Bonaventura Cotxet (Er, 14 d'octubre del 1791 - Er, 27 de maig del 1879) va ser un religiós i escriptor cerdà.
Nasqué en el si d'una família de propietaris rurals que havia viscut els anys revolucionaris amb profunda inquietud, i que girava l'esguard cap a l'altra banda de la frontera en cerca d'un tradicionalisme monàrquic, que a l'hexàgon era amenaçat pels aires liberals francesos post-Revolució. Va ser ordenat sacerdot el 1815, i l'1 de juliol va ser destinat a l'església de Rigardà poc abans, l'1 d'octubre, que fos traslladat a Arles de vicari. Continuà la carrera eclesiàstica a esglésies d'Elna (1 de juliol del 1817), Trullars (1 d'octubre del 1822) i Montlluís (d'on fou rector i capellà castrense de la guarnició, de l'1 de maig del 1824 en endavant).

A partir del 26 de novembre del 1825 s'uní, i prestà assistència espiritual, als revoltats absolutistes sud-catalans de la revolta dels Malcontents (antecedent de les futures Guerres Carlines). El paper fet a la contesa hauria justificat que posteriorment hom li atorgués honoríficament el títol de "cavaller del Sant Sepulcre de Jerusalem". Sembla que després de participar en la revolta dels Malcontents, per l'octubre i novembre del 1828 exercí de capellà militar del 16è regiment d'infanteria de línia de l'exèrcit francès, a l'expedició de Morea (1828-1833), al Peloponès i en el context de la guerra d'independència de Grècia. De tornada a la tasca pastoral a la Cerdanya, el 23 de gener del 1832 es feu càrrec de la parròquia d'Enveig. Dos anys més tard (octubre-desembre del 1834) fou denunciat com a col·laborador d'una xarxa de contraban d'armes i pólvora amb destinació als revoltats carlins a la banda sud de la frontera, i el govern francès se'n queixà al bisbe: 
| « | M. Cotxet, desservant d'Enveitg, commune de l'extrème frontière, m'est signalé comme favorisant les communications des légimistes de France avec les carlistes espagnols | » |
| — Carta del ministre de Justícia i dels Cultes al bisbe de Perpinyà, datada a 4 de novembre del 1834 | |   |

Monsenyor Jean de Saunhac-Belcastel feu semblant de cedir a les pressions del prefecte dels Pirineus Orientals Pascal, i traslladà Cotxet de parròquia el 14 de novembre del 1834. Però en comptes d'enviar-lo a una destinació remota i ben allunyada d'Espanya, el recompensà atorgant-li la fronterera parròquia d'Er, on el prevere oficià amb dedicació... i combativitat. A l'1 de juliol del 1850, i potser a causa de l'enverinat clima polític entre el mossèn i les autoritats municipals d'Er, Bonaventura Cotxet va ser destinat a la parròquia de Molig, on romangué fins a l'1 d'octubre del 1858. Després passà per les parròquies de Cornellà de Conflent (1 d'octubre del 1858 fins al 1862) i Naüja (1 de març del 1863 fins al 1877) abans de retirar-se al seu Er natal.
Per formació, Cotxet podia escriure tant en català com en francès, i fou autor del llibre de la imatge de Nostra-Senyora d'Err.

## Obra
- Noticia historica de la imatge de Nostra-Senyora d'Err, seguida de la sua descripcio, dels noms dels rectors que han gobernat la parroquia dos cents anys, y de una curta relació de la sequedat de 1847, de las pregarias y professons fetas en exa ocasió en diferents pobles de la Cerdanya francesa y en la espanyola, y en particular á Err.  Perpinyà: Estampa de J.B.L'Alzine, 1853.